# Günter Weber (Politiker)
Günter Weber (* 11. Dezember 1935 in Mülheim an der Ruhr; † 1. Februar 2024) war ein deutscher Politiker der SPD.

## Ausbildung und Beruf
Nach dem Besuch der Hauptschule und technischer Unterrichtsanstalten absolvierte Günter Weber 1951 eine Maschinenschlosserlehre. Danach war er bis 1995 als Sachbearbeiter in der Entwicklungsabteilung bei Siemens/KWU Turbo-Generatoren-Fertigung beschäftigt.

## Politik
Günter Weber war seit 1956 Mitglied der SPD. Ferner war er Ortsvereinsvorsitzender und Vertrauensmann der IG Metall sowie Mitglied unter anderem bei der Arbeiterwohlfahrt, den Naturfreunden und dem Verein „Hilfe für Frauen“.
Bis Juni 1990 war er Stadtverordneter im Rat der Stadt Mülheim und dort unter anderem Bürgermeister. 1978 erhielt Günter Weber für sein langjähriges Engagement den Ehrenring der Stadt Mülheim an der Ruhr. Im Jahre 1998 wurde ihm der Verdienstorden am Bande verliehen.
Er war stellvertretender Vorsitzender im Verwaltungsrat der Sparkasse Mülheim an der Ruhr, Vorsitzender des Aufsichtsrats Sozialer Wohnungsbau Mülheim sowie Mitglied in den Aufsichtsräten der Stadtbahngesellschaft Rhein-Ruhr und der Stadtbahnbetriebsführungsgesellschaft.
Günter Weber war vom 31. Mai 1990 bis zum 1. Juni 2000 direkt gewähltes Mitglied des 11. und 12. nordrhein-westfälischen Landtags für den Wahlkreis 073 Mülheim I. Seine politische Heimat war, bis zum Tode, der SPD-Ortsverein Mülheim-Dümpten. 